# 卡纳伯尔堡
卡纳伯尔堡（荷蘭語：Kasteel De Cannenburgh）是一座荷兰的水上城堡，建于1543年，位于荷兰海尔德兰省Vaassen小镇，由元帅Maarten van Rossum在一座旧堡的基础上建成。直到现在，城堡的建筑设计依然被保留的十分完好，其设计本身包含很多文艺复兴时期的元素。建筑群则完全被水包围。现归属于Geldersch Landschap & Kasteelen组织，由此组织进行城堡的统一修缮和维护。

## 结构
城堡平面图是矩形的。在四个方向都有几乎接近正方形塔楼。有一个“洋葱式”圆顶在东北部角落，在朝南的正面，还建造了另一个更高的洋葱圆顶。以前通过在护城河的吊桥可以到达入口，现在被一座石拱桥代替。在一楼的入口后面是一个细长狭窄的露台，露台后面是一个大的大厅。从这个大厅可以到达几个代表性的房间：一个狩猎室（由于墙颜色明亮，也被称为“白色的房间”）和一个在右手边的沙龙，以及在左侧的餐厅和卧室。一个陡峭的螺旋楼梯连接底层的厨房和卧室，部分客房都配有骨架式代尔夫特瓷砖结构的壁炉 。
楼梯连接到大厅的另一个房间是小型图书馆或书房，因为它的红色壁纸，被称为Rode Kamer（红房间）

## 外部連結
52°17′30″N 5°58′00″E / 52.29167°N 5.96667°E